# Caml
Caml — объектно-ориентированный язык программирования, разработанный для создания более безопасных и защищенных программ. Caml очень близок Standard ML, а если быть точнее, то является его диалектом, но полная совместимость отсутствует. Аббревиатура произошла от Categorical Abstract Machine Language (язык категориальной абстрактной машины). Сам язык очень прост в изучении, сохраняя при всём этом утончённую выразительность и строгость. Является обязательным курсом в некоторых учебных заведениях по информатике.

## История
Язык был разработан в национальном научно-исследовательском институте Франции INRIA в 1985 году. Существуют порты для Windows, BeOS, Linux и Mac OS.

## Примеры программ
Вывод строки текста на экран
```
print_endline
 
"Hello, World!"
;;

```

Факториал, в функциональном стиле:
```
 
let
 
rec
 
fact
 
n
 
=
 
if
 
n
=
0
 
then
 
1
 
else
 
n
 
*
 
fact
(
n
-
1
);;

```

Факториал, с использованием сопоставления с образцом (pattern matching):
```
 
let
 
rec
 
fact
 
=
 
function

   
|
 
0
 
->
 
1

   
|
 
n
 
->
 
n
 
*
 
fact
(
n
-
1
);;

```